# Kathedrale St. Josef (Bukarest)

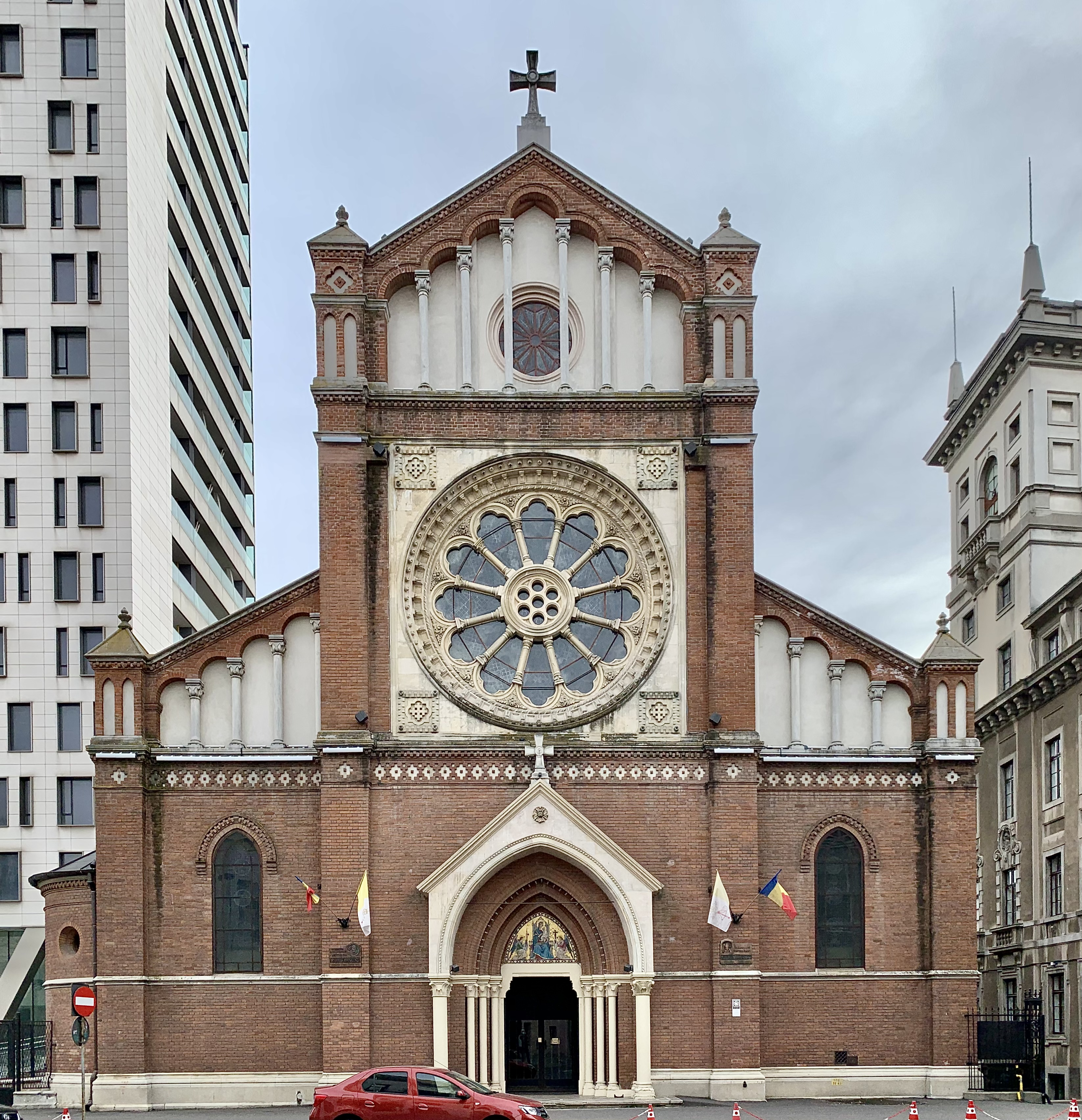
Kathedrale St. Josef in Bukarest

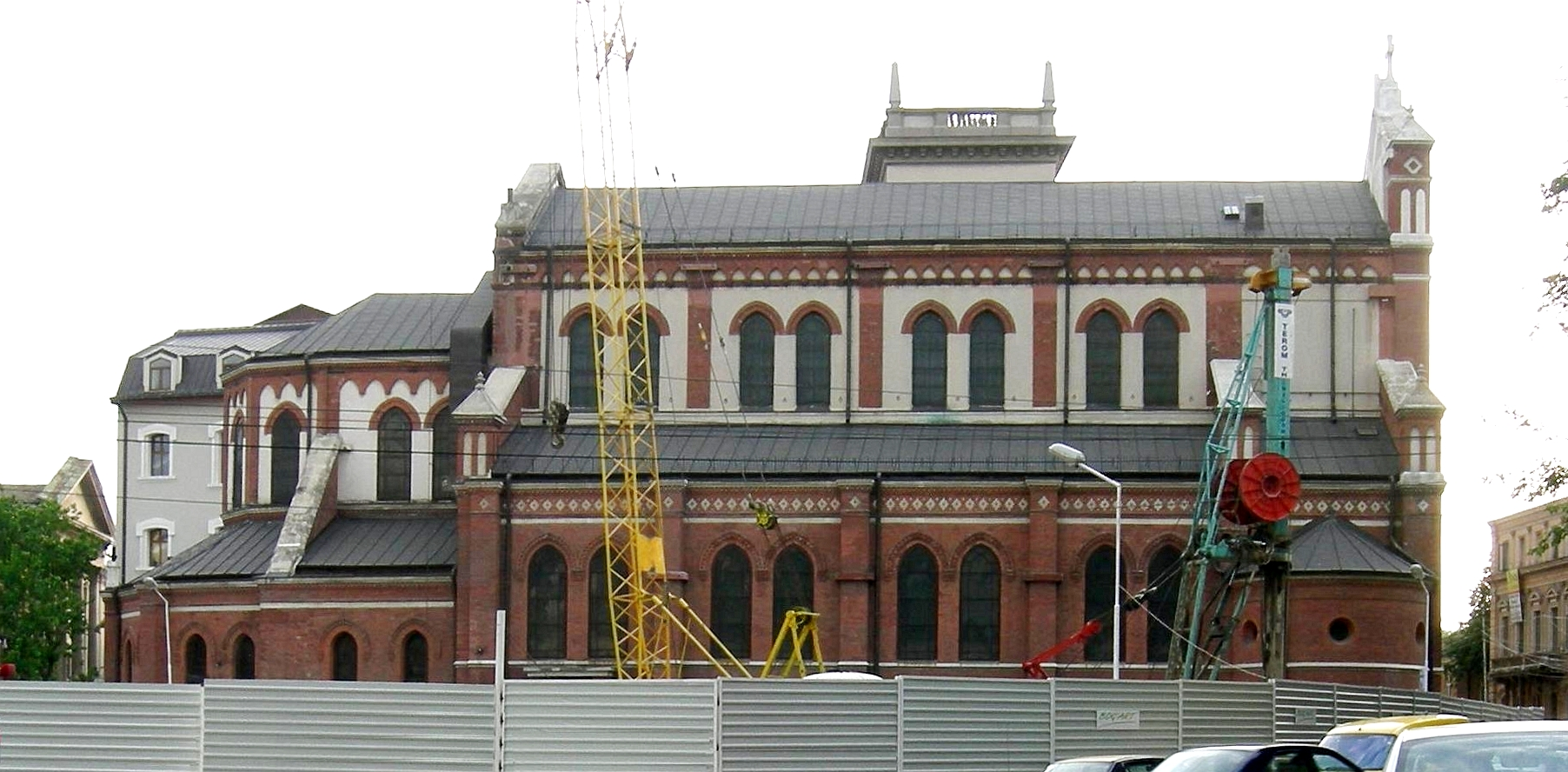
Die St.-Josefs-Kathedrale von Osten (Mai 2006)

Die Kathedrale St. Josef (rumänisch Catedrala Sfântul Iosif) in der rumänischen Hauptstadt Bukarest ist die Bischofskirche des römisch-katholischen Erzbistums Bukarest. Sie wurde 1875–1883 nach Plänen des seinerzeit berühmten Wiener Architekten Friedrich von Schmidt erbaut, am 15. Februar 1884 durch Erzbischof Ignatius Paoli geweiht und gilt als historisches Architekturdenkmal.

## Geschichte
Die römisch-katholische Gemeinde in Bukarest wuchs seit der Mitte des 19. Jahrhunderts vor allem durch Zuwanderer aus West-, Mittel- und Südeuropa. Papst Leo XIII. unterzeichnete am 27. April 1883 den apostolischen Brief Praecipuum munus, in dem er das apostolische Vikariat der Walachei zum Erzbistum erklärte und Ignatius Paoli in den Rang eines Erzbischofs beförderte, der die Kathedrale am Freitag, den 15. Februar 1884 einweihte. Der Stuhl des Erzbischofs war jedoch zunächst aus konfessionspolitischen Gründen, nach dem Zweiten Weltkrieg dann auf Druck des kommunistischen Regimes häufig vakant.
Bei der Bombardierung von Bukarest 1944 wurde die Kathedrale stark betroffen. Sie erlitt mehrfach Erdbebenschäden, die schwersten beim Erdbeben von 1977, als auch große Teile der Inneneinrichtung vernichtet wurden.
Seit 2005 entsteht wenige Meter neben der Kathedrale das Cathedral Plaza, ein 19-stöckiges Bürogebäude. Wegen der unklaren Genehmigungslage, der optischen Beeinträchtigung und der Erdbebengefahr wurden die Arbeiten nach Einspruch der Erzdiözese 2008 unterbrochen, jedoch Ende 2009 wieder aufgenommen.
Der Appellationsgerichtshof in Suceava entschied am 12. Juli 2011 in letzter Instanz, dass die Immobilie Cathedral Plaza illegal erbaut worden sei und abgerissen werden müsse. Zuständig für den Abriss ist der Oberbürgermeister von Bukarest Sorin Oprescu.

## Architektur
Die St.-Josefs-Kathedrale, nach Plänen des Architekten Friedrich von Schmidt in den Jahren 1875–1883 entstanden, ist eine im Wesentlichen neuromanische Backstein-Basilika, versetzt mit neugotischen Elementen, ohne Querhaus und Turm. Das Gebäude ist 40 m lang und 22 m breit. Die Gliederung der Wände ist durch weiß verputzte Flächen hervorgehoben. An das dreischiffige, fünfjochige Langhaus schließt sich im Süden ein niedrigerer, eingezogener Chor an. Die Portalfassade an der Nordseite enthält eine große Fensterrosette.

## Orgel
Die Kirche besitzt eine historische Orgel der Firma Carl Leopold Wegenstein. Sie wurde 1930 unter Wiederverwendung von Pfeifen der kleineren Vorgängerorgel von Joseph Merklin (1892) errichtet. Sie enthält bei drei Manualen und Pedal 54 Register mit 3.375 Pfeifen.